# Microgloeum pruni
Microgloeum pruni är en svampart som beskrevs av Petr. 1922. Microgloeum pruni ingår i släktet Microgloeum och familjen Dermateaceae.   Inga underarter finns listade i Catalogue of Life.